# Diplazium lobbianum
Diplazium lobbianum là một loài thực vật có mạch trong họ Woodsiaceae. Loài này được (Hook.) Moore miêu tả khoa học đầu tiên.